# Schoeller’sche Kammgarnspinnerei
Schoeller’sche Kammgarnspinnerei ist der Name einer Industriekette der Dürener Unternehmerfamilie Schoeller, die 1849 in Breslau ihren Anfang nahm und nach mehreren örtlichen und strukturellen Änderungen bis zum heutigen Tage weltweit vertreten ist.

## Kammgarnspinnerei Breslau
Im Jahre  1843 gründete die Königliche Seehandlungs-Societät Berlin in Breslau eine neue Kammgarnspinnerei. Bereits am 16. Juli 1849 erwarb sie der Geheime Kommerzienrat Leopold Schoeller aus Düren, der das Werk sodann in Schoeller'sche Kammgarnspinnerei umbenannte. Er bezweckte mit dem Ankauf das Ziel, für sein heimisches Teppichkontor in Düren, dem späteren Unternehmen Anker-Teppichboden, dort die entsprechenden Garne produzieren zu lassen. Da Leopold Schoeller in seiner Heimat präsent sein musste, übertrug er die Unternehmensleitung seinem Sohn Rudolf Wilhelm Schoeller (1827–1902). Dieser verlagerte 1867 den Stammsitz unter Beibehaltung des Breslauer Werkes nach Zürich-West auf dem Areal am Hardturm, wo er neue Märkte erschließen wollte. Die Breslauer Produktionsstätte wurde zunächst von Rudolphs Bruder (Philipp Eberhard) Leopold Schoeller und anschließend von Rudolfs Enkel Leopold (1878–1936) bis zu deren Auflösung 1925 als Filiale weiter betrieben. Im Jahre 1884 stellte das Werk unter dem Namen Schoeller-Wolle erstmals Handstrickgarn her.

## Kammgarnspinnerei Eitorf

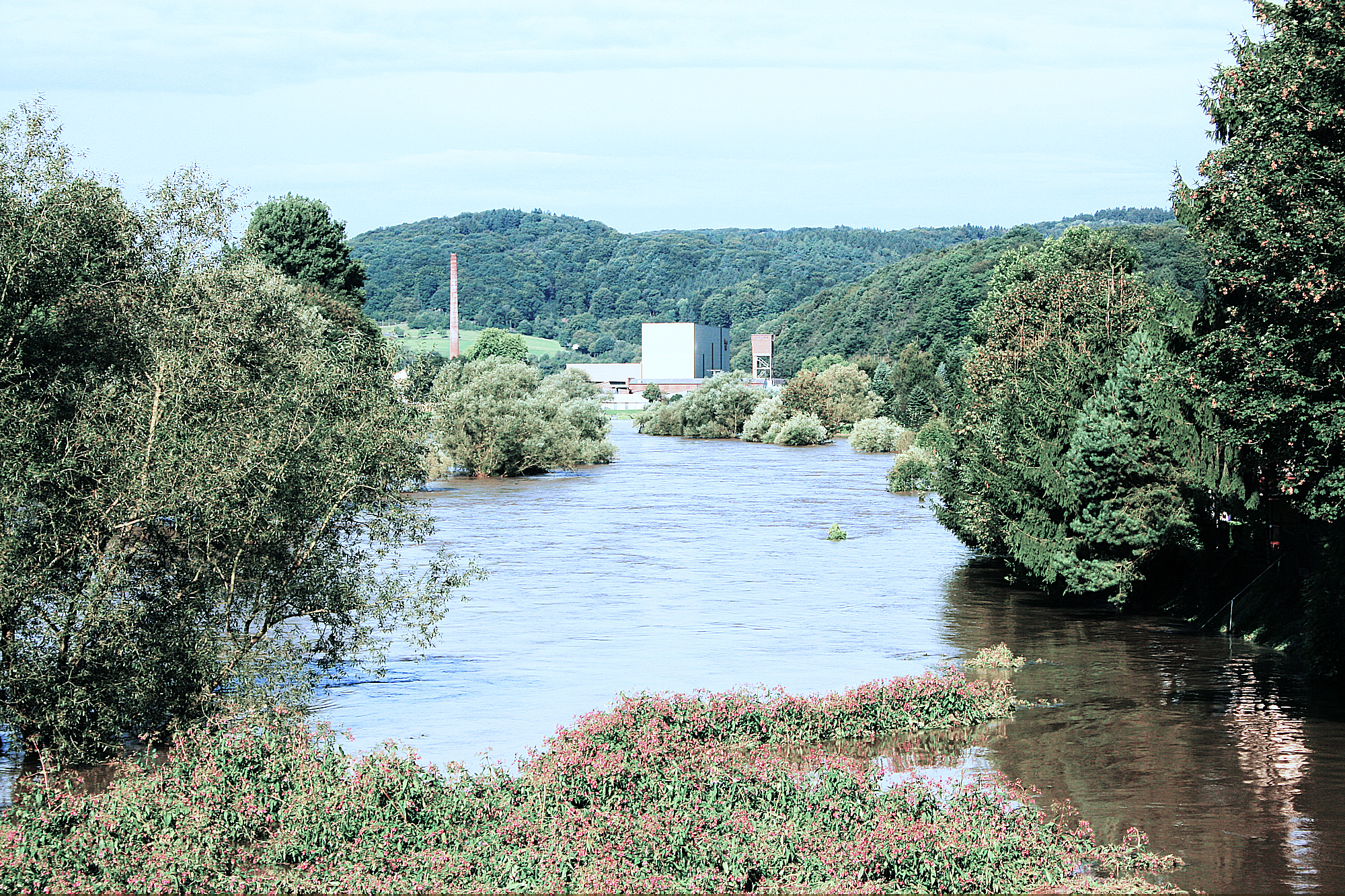
Das Werk der ehemaligen Schoeller Eitorf AG

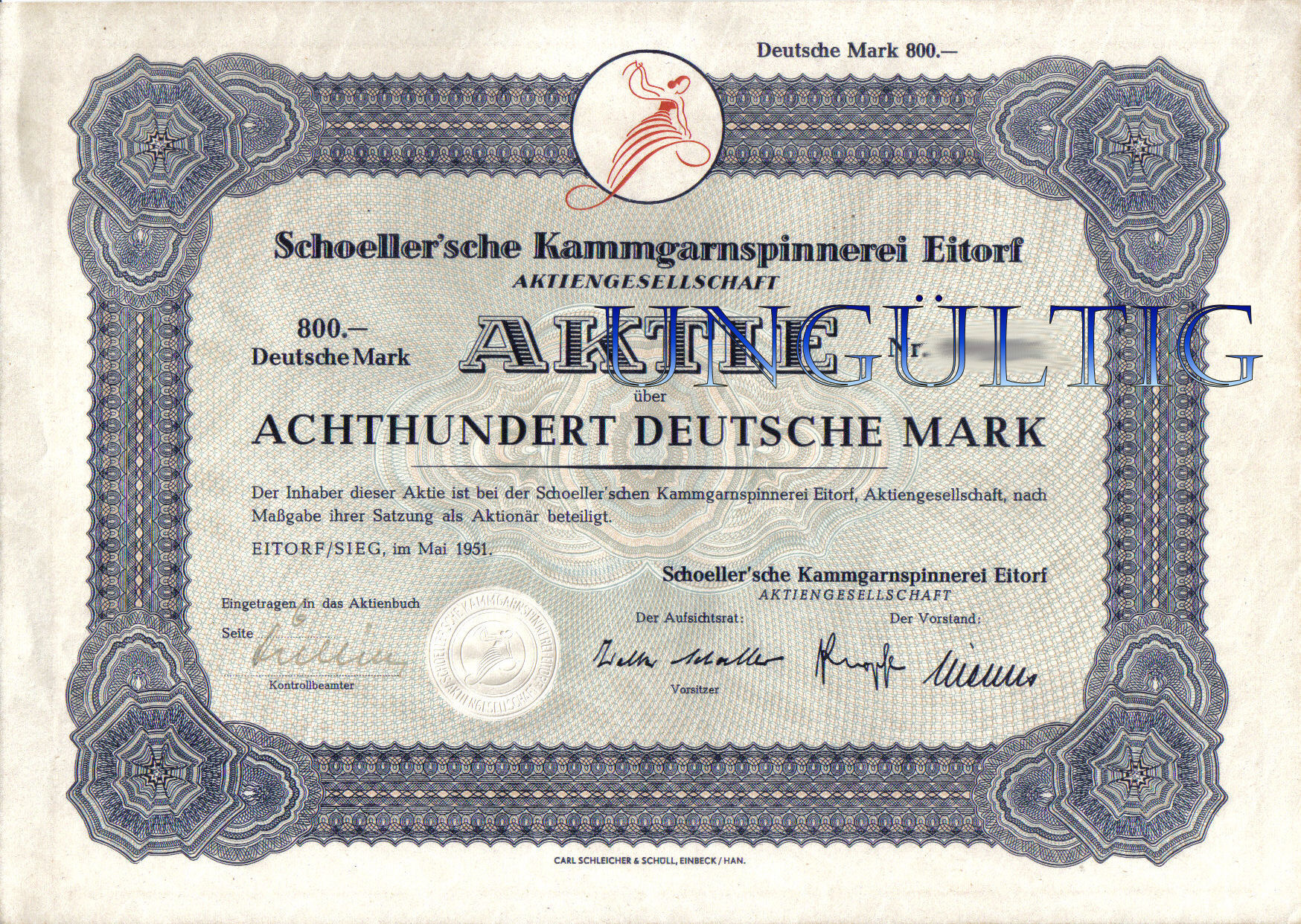
Eine Aktie der Schoeller´schen Kammgarnspinnerei von 1961

1888 wurde in Eitorf auf dem Fabrikgelände der Familie Gauhe von dem sächsischen Industriellen Karl Schäfer die Kammgarnspinnerei Karl Schäfer & Co. gegründet. Nach einem Großbrand 1895 musste sich das Unternehmen stark verschulden. Als sich der hiesige Werksdirektor 1901 wegen eines Betrugsverfahrens erschoss, brach der Betrieb zusammen und wurde kurz darauf in die Kammgarnspinnerei und Weberei Eitorf AG übergeführt. Die Breslauer Schoeller-Gruppe stieg dann in das Unternehmen ein. Unter Rudolfs Sohn Arthur Schoeller (1852–1933) aus Zürich und Ernst Michels aus Köln konnten 1904 wieder 900 Mitarbeiter beschäftigt werden.
1908 erwarb die Schoeller’sche Kammgarnspinnerei die Aktienmehrheit. Beide Werke wurden am 14. März als Schoeller'sche und Eitorfer Kammgarnspinnerei vereint mit Hauptsitz in Breslau. Nach der Schließung des Breslauer Werkes 1925 wurde das Eitorfer Werk in Schoeller'sche Kammgarnspinnerei Eitorf Aktiengesellschaft umbenannt.

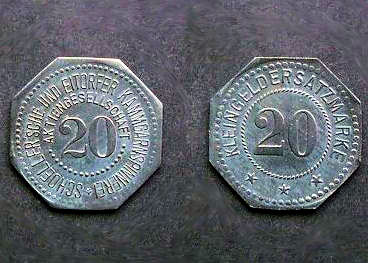
Kleingeldersatzmarke der Schoeller´schen Kammgarnspinnerei

Im Jahr 1926 kam es im Eitorfer Werk wiederum zu einem Großbrand, der gerade in der Inflationszeit schwer zu verkraften war und in dessen Folge das Aktienkapital von 6,1 Mio. Goldmark auf 2,44 Mio. Mark gesenkt wurde. Zwei Jahre später brannte es erneut im Werk und im März 1945 wurde es durch zwei Bombenangriffe schwer zerstört, jedoch beide Male zügig wieder aufgebaut. Bei der Währungsreform wurde das Aktienkapital auf 4,88 Mio. Deutsche Mark erhöht. 1949 beschäftigte das Werk wieder 800 Arbeiter, die in Doppelschicht arbeiteten. Es wurden Garne für Strickereien und Handstrickgarne hergestellt. Nach Erneuerung des Maschinenparks Ende der sechziger Jahre wurde im Dreischichtbetrieb gearbeitet.
1971 übernahm das Unternehmen die süddeutsche Kammgarnspinnerei Merkel & Kienlin und der Unternehmensname (Firma) wurde erneut geändert in Schoeller Eitorf AG. Neben Schoeller Wolle wurde nun auch die Esslinger Wolle verkauft. 1975 erwarb man noch die Württembergische Wollgarnfabrik D. Finkh GmbH & Co. KG in Süßen hinzu und die dort produzierte Staufen Wolle wurde ebenfalls ins gemeinsame Programm aufgenommen. Bis 1985 stieg die Produktion stetig an und bis viertausend Tonnen Handstrickgarn wurden von circa 1200 Mitarbeitern produziert. Der Jahresverbrauch in Deutschland lag damals bei dreißigtausend Tonnen. Als es danach zu sinkenden Umsatzzahlen in Deutschland kam, übernahm Schoeller noch den größten deutschen Fachgroßhändler, Austermann Wolle GmbH & Co. in Wuppertal.
1990 wurde im Werk Wollgarnfabrik D. Finkh die Produktion von Handstrickgarn eingestellt. Im Werk Eitorf musste man Anfang der 90er Jahre die Produktion von Handstrickgarn aufgeben und konnte nur noch Industriegarn anfertigen. Die Württembergische Wollgarnfabrik D. Finkh in Süßen wurde ebenso wie Austermann Wolle in die Schoeller AG Eitorf vollständig integriert, die Austermann-Zentrale dabei nach Süßen verlegt.
Die Produktion im Werk Eitorf wurde 2005 endgültig eingestellt. Das gesamte Gelände des ehemaligen Schoeller-Werkes, wurde 2024 von der Retzer Industry Eitorf GmbH & Co. KG gekauft. Die von dem Unternehmen Schoeller errichteten Arbeiterwohnhäuser um das Unternehmensgelände, in Untenroth, an der nach dem Werksdirektor benannten Edmund-Lohse-Straße, an der oberen Jahnstraße und am Erlenberg wurde inzwischen alle verkauft. Die Eitorfer Straßen Schoellerstraße, Spinnerweg, Färberweg, An der Kammgarn und Edmund-Lohse-Straße erinnern noch heute an die erfolgreiche Zeit der Kammgarnspinnereien.

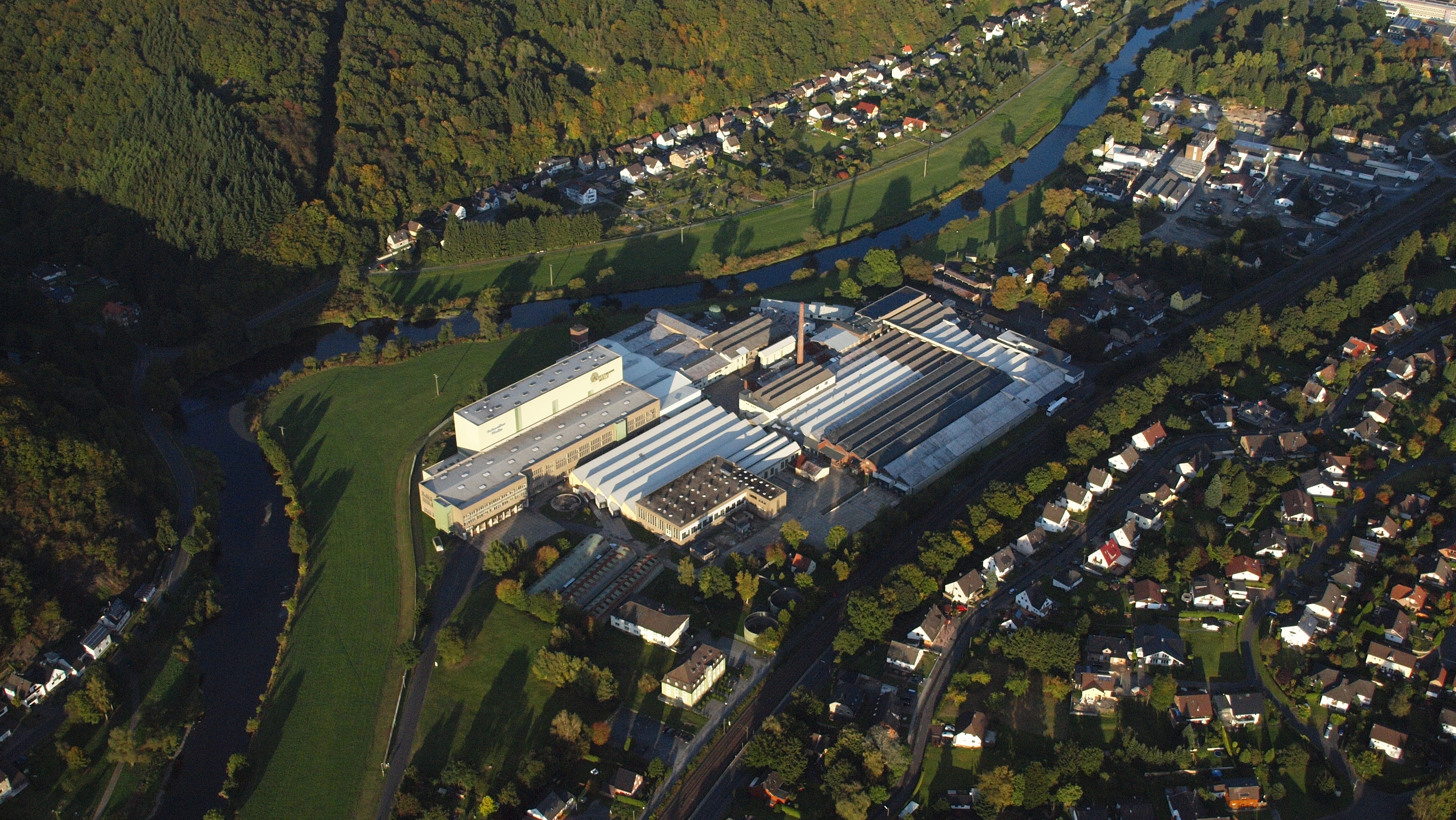
Schoeller AG, Kammgarnspinnerei

## Kammgarnspinnereien Schweiz/Österreich

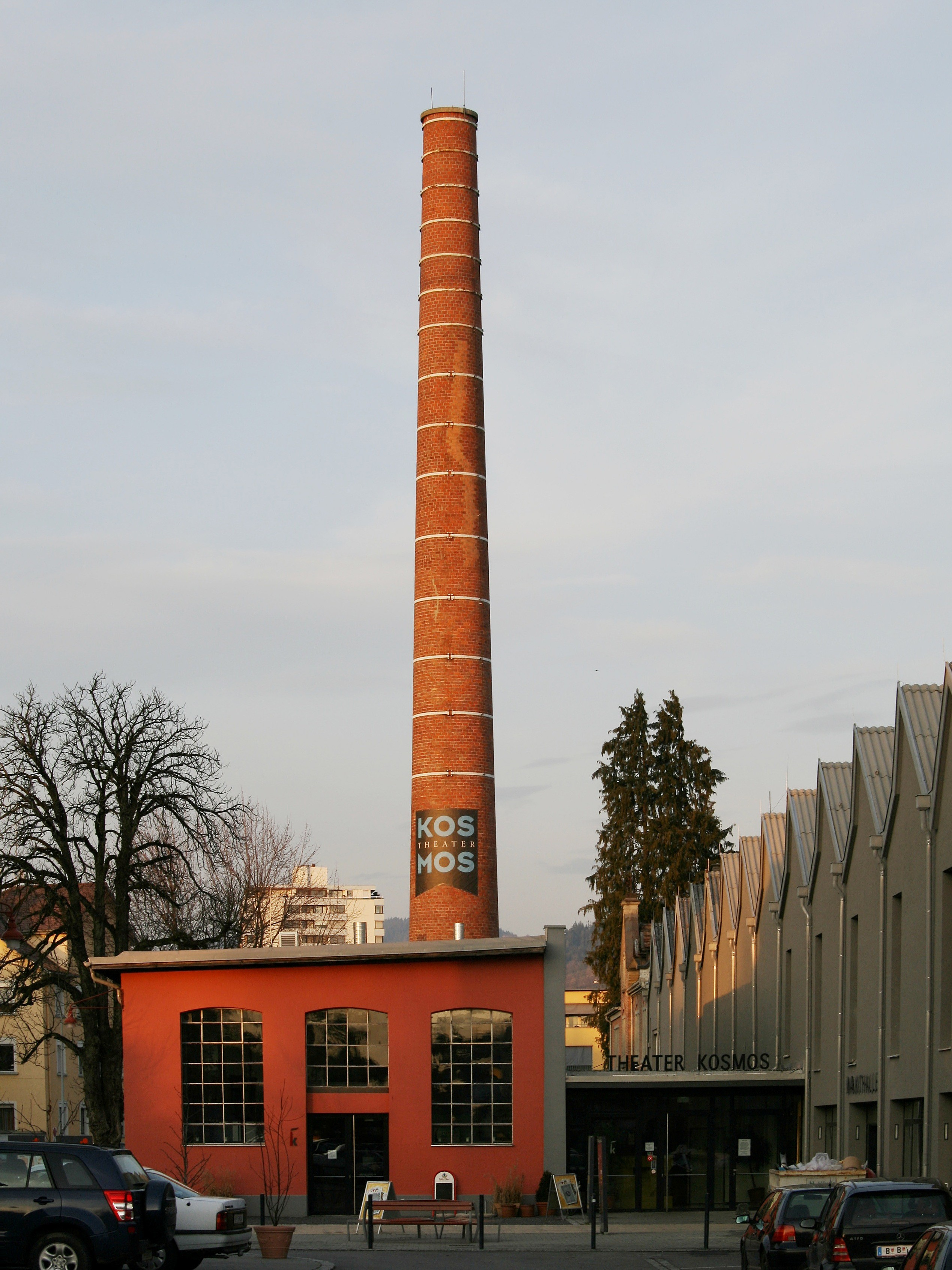
Schoellerwerk Bregenz

Nachdem Rudolf Schoeller 1867 seine Unternehmertätigkeit in die Schweiz verlagerte, gründete bzw. erwarb er, wie auch später seine Söhne, weitere Kammgarnfabriken und Tuchfärbereien in Schaffhausen, Sevelen SG, Derendingen SO sowie in Bregenz und Hard in Österreich. Die Söhne und Enkel von Rudolf Schoeller wagten auch den Schritt in die USA, wo sie 1939 ein Verkaufsbüro, 1946 einen Färberei- und Ausrüstbetrieb sowie 1978 eine Industriegarnspinnerei eröffneten. Mitte der 90er Jahre kam noch ein weiteres Werk im tschechischen Křešice hinzu. 1997 wurde der Handstrickgarn-Bereich der Schoeller Eitorf AG und der teilweise übernommenen Kammgarnspinnerei Stahl in Süßen in eine Schoeller & Stahl GmbH umfirmiert, an der die deutsche Schoeller AG die Mehrheit hatte. Zwischenzeitlich wurden die Einzelunternehmen der Schoeller Textil AG in der Schweiz zu Schoeller Switzerland mit Hauptsitz in Sevelen zusammengelegt.
Nachdem bereits im Jahre 1953 die Aufnahme von Ulrich Albers als neuer Gesellschafter erfolgte, firmierten sich schließlich alle diese Einzelunternehmen, die Schoeller Switzerland, die Schoeller Bregenz GmbH & Co KG in Österreich und die US-amerikanische Spinnerin Inc. nach dem Tod des letzten Gesellschafters und Enkels von Rudolf Schoeller, Walter Schoeller (1889–1979), auf dem Namen der mit Schoeller verschwägerten und befreundeten Familie zu Albers & Co um.
Darüber hinaus kam als zweites Standbein jeweils in Zürich und Bregenz noch eine Immobiliensparte hinzu, um dadurch Einfluss sowohl auf die Vergabe von Gewerbeimmobilien als auch von Werkswohnungen für Betriebsangehörige nehmen zu können. Die ursprüngliche Schoeller’sche Kammgarnspinnerei hat sich somit zu einer international tätigen Unternehmensgruppe mit Schwerpunkt in den Bereichen Textil und Immobilien gewandelt.

## Schoeller Spinnereigruppe
Im Jahre 2009 wurden im Rahmen eines Management-Buy-out die Einzelunternehmen neu aufgestellt. Infolgedessen verblieben bei Albers & Co noch das Immobilienunternehmen Schoeller2Welten in Bregenz, der Logistikstandort Schoeller Eitorf AG, Schoeller Süßen GmbH und  Schoeller Switzerland mit Sitz in Sevelen. Dagegen wurden die Fabriken Schoeller GmbH & Co in Bregenz und in Hard und im tschechischen Křešice zur neuen Schoeller Spinnerei Gruppe zusammengefasst. August 2024 wurde das Schoellerwerk Eitorf an die Investmentfirma „Retzer Industry Eitorf GmbH & Co. KG“ in Dallgow-Döberitz verkauft.